# Zámrsky
Zámrsky jsou obec ležící v okrese Přerov v Olomouckém kraji. Žije zde 228 obyvatel.
Součástí obce je také osada Kamenec.

## Název
Jméno vesnice je množné číslo od starého obecného zámrsk, které pravděpodobně označovalo místo, kde byly suché stromy (má souvislost s přídavným jménem zamrsklý - "vysušený"). Podoba jména v písemných pramenech: Zamrisc (1141), Zamaischi (1223), Samyrsk (1328), Samrsk (1408), Zámrsky (1437), Zamrsky (1557), Zamarsky (1557), Zamrssk (1718), Zámrsk (1872), Zámrsky (1924).
O původu jména Zámrsky se traduje lidová domněnka z doby patriarchální, kdy bylo panské sídlo v Kelči, náležejícím olomouckým arcibiskupům. Středem kelečského panství bylo místo, kde se nyní rozkládají Zámrsky. V místě byl postaven pouze jediný domek v němž bydlel dráb. Poněvadž v okolí Zámrsk i v místě samém byly jen úžlabiny a stráně, každý se tomu místu vyhýbal a nechtěl se zde usadit. Kelčské panství však chtělo svůj střed osadit. Proto s přinucením, často v okovech přivedlo takového ubožáka a vykázalo mu místo k obývaní a k práci. Mnohdy se stalo, že ubožák z místa uprchl. Byl chycen a mrskán často až do zamrskání odtud „Zámrsky".

## Historie
První písemná zmínka o obci pochází z roku 1141.

## Obyvatelstvo
| Rok            | 1869 | 1880 | 1890 | 1900 | 1910 | 1921 | 1930 | 1950 | 1961 | 1970 | 1980 | 1991 | 2001 | 2011 | 2021 |
| -------------- | ---- | ---- | ---- | ---- | ---- | ---- | ---- | ---- | ---- | ---- | ---- | ---- | ---- | ---- | ---- |
| Počet obyvatel | 349  | 395  | 333  | 343  | 346  | 464  | 371  | 394  | 389  | 271  | 239  | 205  | 198  | 207  | 230  |
| Počet domů     | 53   | 64   | 65   | 67   | 68   | 69   | 74   | 92   | 93   | 77   | 68   | 84   | 85   | 85   | 109  |

## Obecní správa
Mezi lety 1869–1983 Zámrsky byly obcí v okrese Hranice (1869–1950) a později v okrese Přerov. Od 1. července 1983 do 23. listopadu 1990 patřily jako část obce ke Skaličce a od 24. listopadu 1990 jsou opět samostatnou obcí.

### Obecní symboly
Znak a vlajka byly obci uděleny rozhodnutím předsedy Poslanecké sněmovny Parlamentu České republiky dne 14. března 2002.

## Galerie

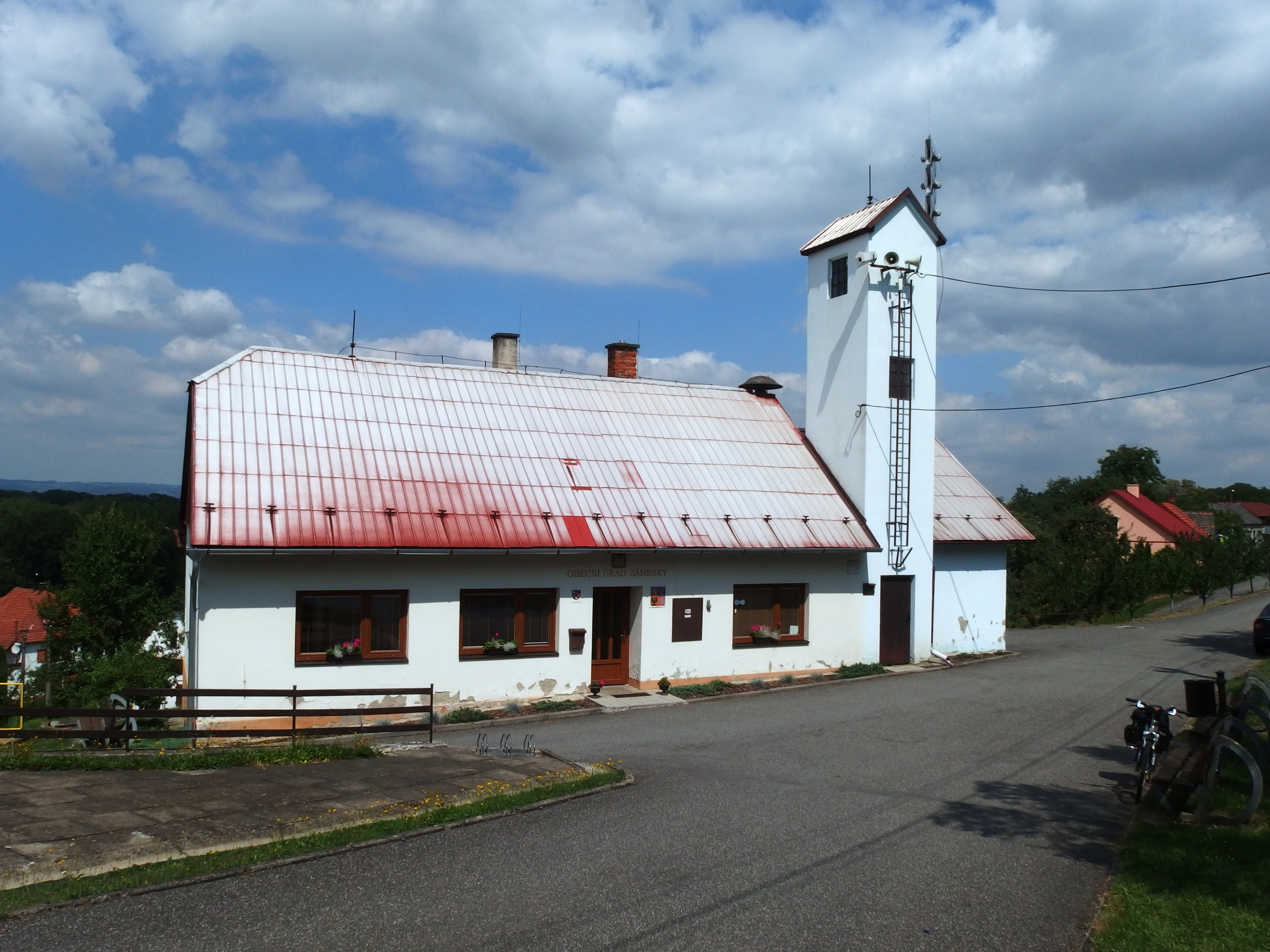
Obecní úřad s hasičskou zbrojnicí
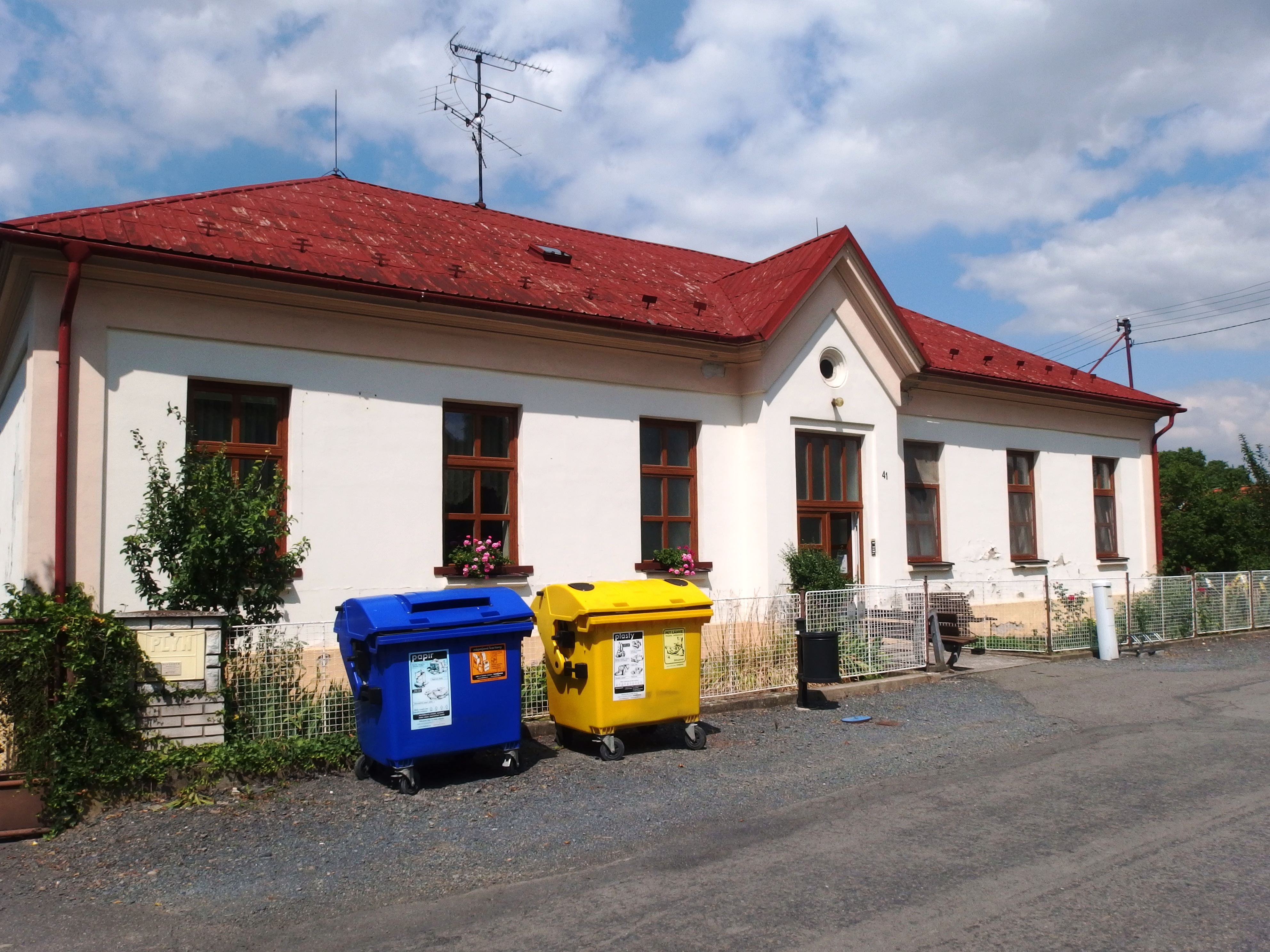
Dům č. p. 41, bývalá škola
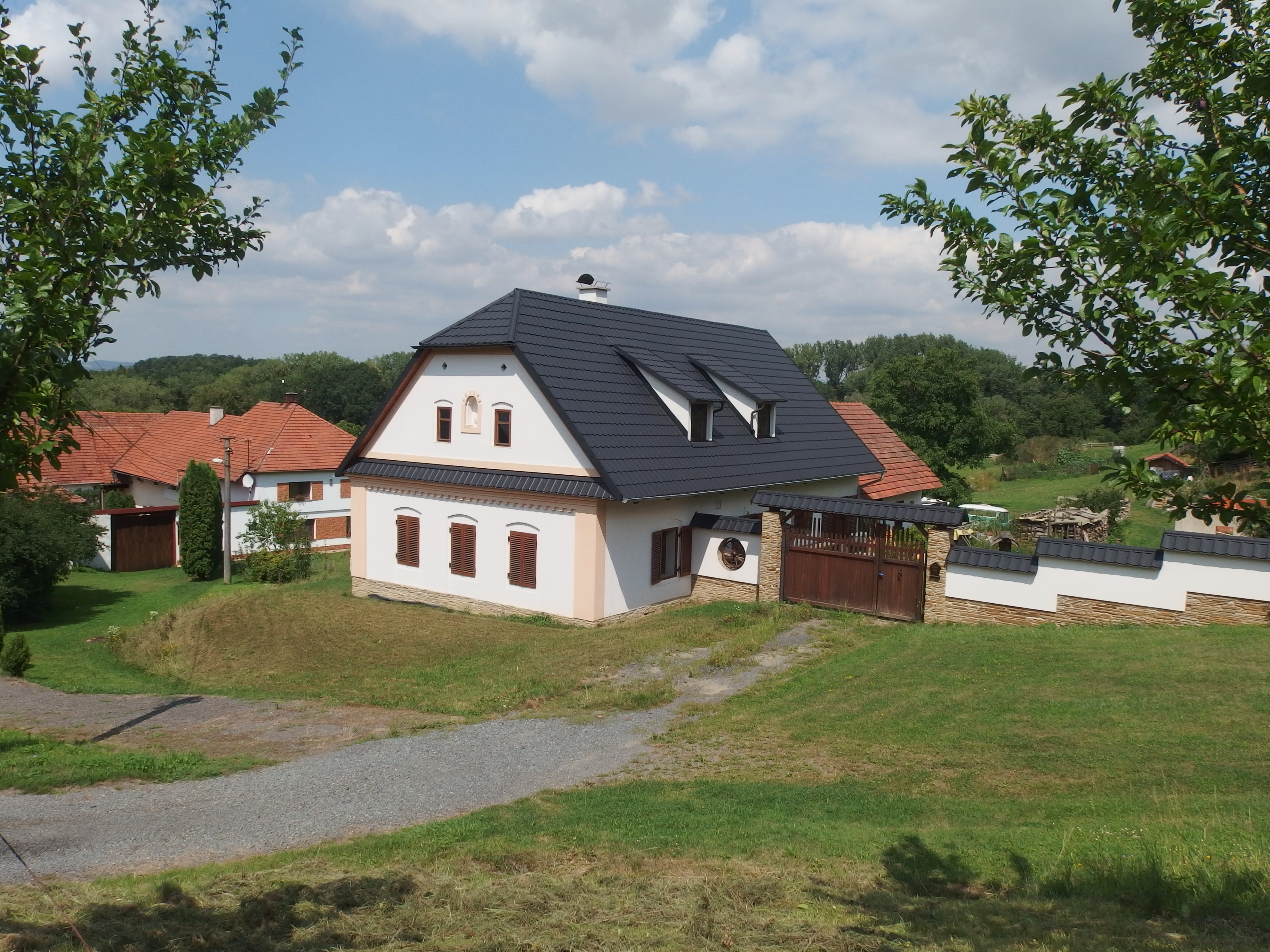
Usedlost č. p. 35
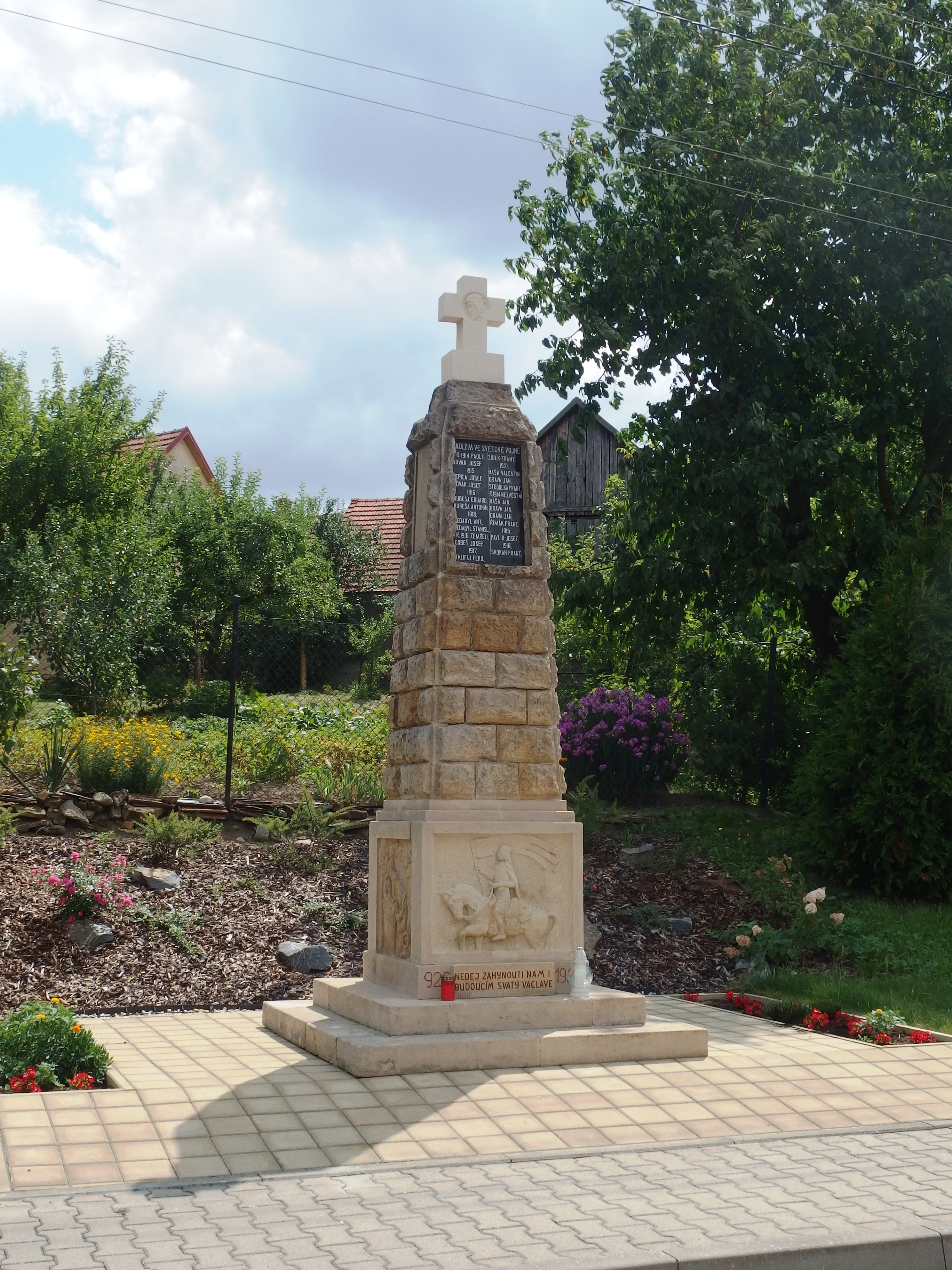
Pomník obětem I. sv. války
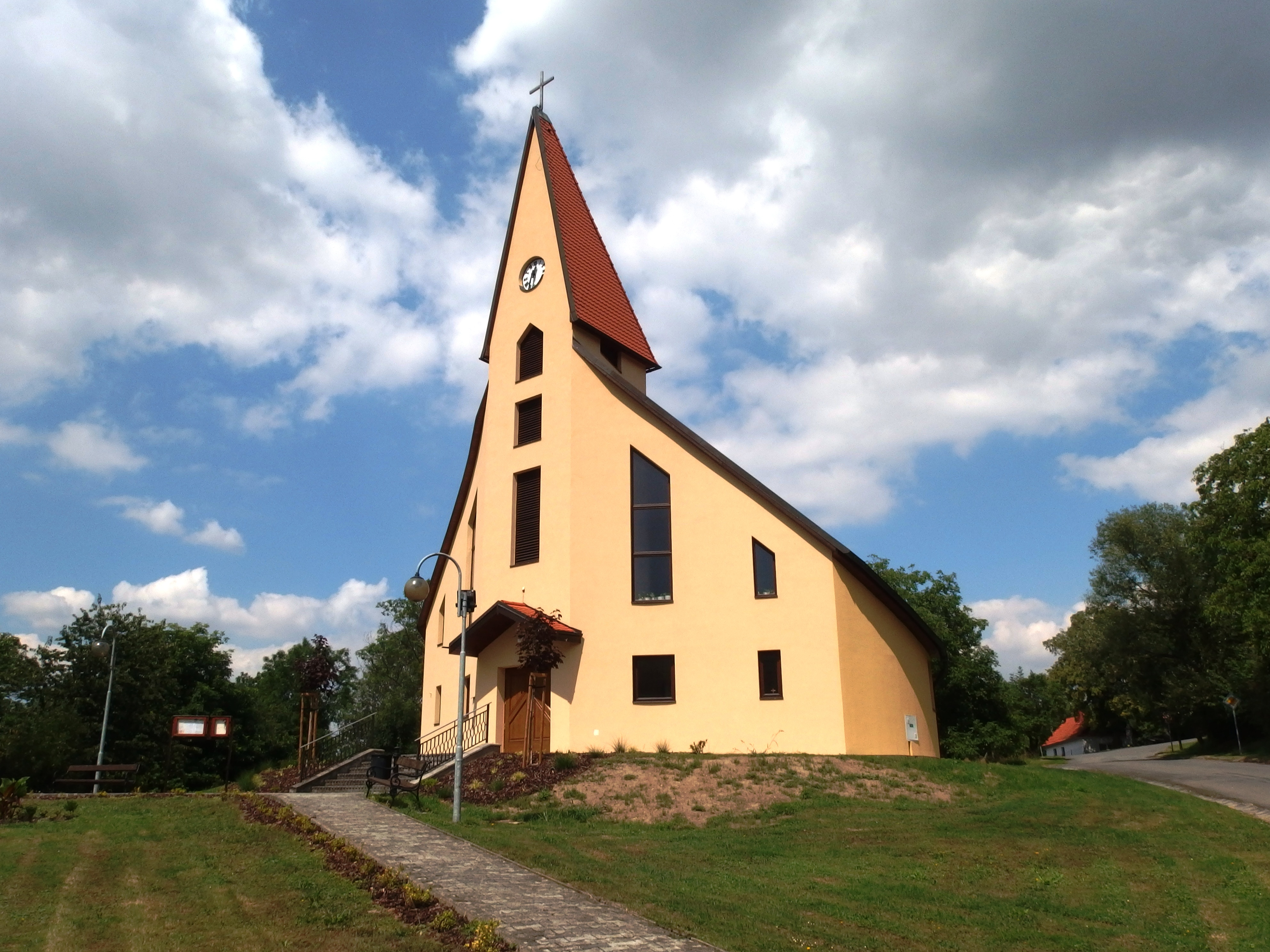
Kaple sv. Václava z roku 2002